# Milena Lipovšek
Milena Lipovšek, doktorica znanosti druzinske in zakonske terapije, integrativna psihoterapevtka, slovenska flavtistka in profesorica flavte, * 1976, Ljubljana.
Leta 1998 je diplomirala na Akademiji za glasbo v Ljubljanii, kjer je leta 2004 zakljucila tudi podiplomski študij. Deluje kot 1. flavtistka-solistka v Simfoničnem orkestru RTV Slovenija, profesorica flavte na Konservatoriju za glasbo in balet Ljubljana. Njeni učenci dosegajo velike uspehe na državnih in mednarodnih tekmovanjih in nadaljujejo študij na prestižnih visokih šolah. 
Je tudi doktorica znanosti iz področja druzinske in zakonske terapije in od leta 2010 kot psihoterapevtka dela v zasebni praksi. Z mednarodno diplomo je v Bilbau zaključila tudi študij integrativne psihoterapije. Je članica Slovenskega društva za integrativno psihoterapijo in transakcijsko analizo (SINTA) v Ljubljani.
Poročena je s slovenskim hornistom Boštjanom Lipovškom.